# Río Wear
El río Wear es un corto río costero de la vertiente del mar del Norte del Reino Unido que discurre por el noreste de Inglaterra, en el condado de Durham, y que desemboca en la ciudad de Sunderland.

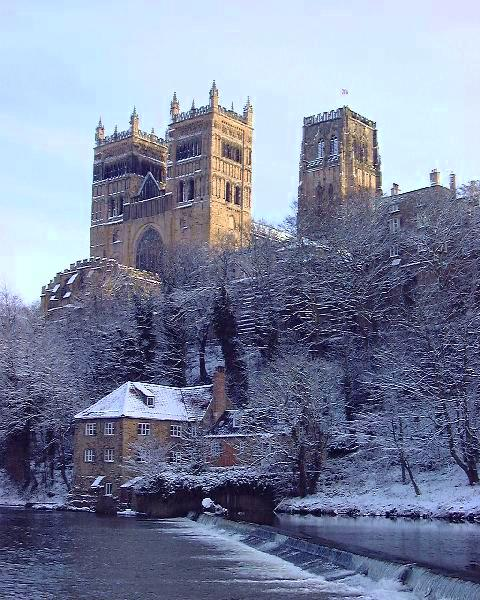
El Río Wear en el invierno donde pasa la Catedral de Durham.

El río nace en el oeste del condado en una cordillera de colinas llamada los Peninos (Pennines). El río fluye hacia el este y pasa por le ciudad rural de Bishop Auckland donde los obispos de Durham tienen su residencia oficial en el Castillo de Auckland. Desde Bishop Auckland el río serpentea hacia el noreste hasta que llega al capital del condado, la Ciudad de Durham. Ahí el río hace una curva que rodea la Catedral de Durham y el castillo de Durham. Desde Durham el río continua su curso pasando la ciudad pequeño de Chester-le Street. Ahí el río pasa un estadio de críquet que es el Estadio Riverside, donde el equipo de críquet del Condado de Durham juega. Desde Chester-le-Street el río fluye hasta la puerta de Sunderland donde alcance el Mar del Norte. Sunderland es una ciudad importante del condado de Durham, que anteriormente dependía de la exportación de carbón y la construcción de buques. Ahora estas industrias no existen en la región y el río fluye por Sunderland pasando orillas desnudas de fábricas.